# 2009 en Australie
Chronologie de l'Australie
- 2005
- 2006
- 2007
- 2008
- 2009
- 2010
- 2011
- 2012
- 2013

## Chronologie

### Janvier 2009

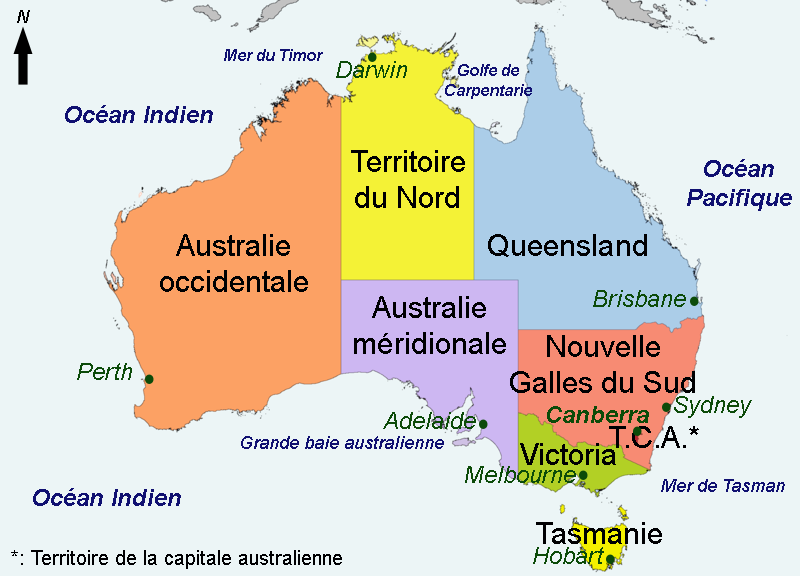

- Vendredi 2 janvier 2009 : Le ministre des Communications, Stephen Conroy, annonce la prochaine mise en œuvre de tests devant aboutir à la mise en place d'un gigantesque système de filtrage d'Internet, présenté comme la pierre angulaire d'un projet de 125 millions de dollars australiens (62 millions d'euros) pour la « sécurisation du Web ». Un système nécessaire pour « protéger les enfants » et « bloquer l'accès à des sites hébergés à l'étranger mais dont le contenu est illégal en Australie »[1]. Au moins 1 300 sites seront bloqués au lancement du filtre, pour des raisons allant de la pédo-pornographie à l'incitation au terrorisme, en passant par la « violence excessive » et l'apologie des drogues. Le gouvernement prévoit également de mettre en place un système de filtrage des réseaux d'échange de fichiers « peer to peer ».

- Mardi 6 janvier 2009 : Une centaine de juifs australiens, parmi lesquels plusieurs personnalités — dont l'ancien ministre de l'Environnement, Moss Cass, les romancières Linda Jaivin et Sara Dowse et un dirigeant politique Vert, Ian Cohen — ont condamné dans un communiqué l'offensive israélienne sur Gaza : « Nous sommes des juifs australiens qui rejoignent en Israël et partout dans le monde ceux qui condamnent les attaques militaires israéliennes sur Gaza […] Ensemble, avec le groupe israélien pacifique Gush Shalom, nous condamnons la guerre actuelle, inhumaine, inutile et abominable ».  Reconnaissant le droit à Israël à se défendre, ils déclarent cependant que les tirs de roquettes en provenance de Gaza sur Israël ne peuvent être utilisés pour justifier « cette attaque militaire complètement disproportionnée », estimant que l'État hébreu avait violé en novembre une fragile trêve avec le Hamas. Le Conseil australien des affaires juives s'est  démarqué de ce communiqué, considérant que ses auteurs étaient mal informés et indifférents aux souffrances d'Israël.

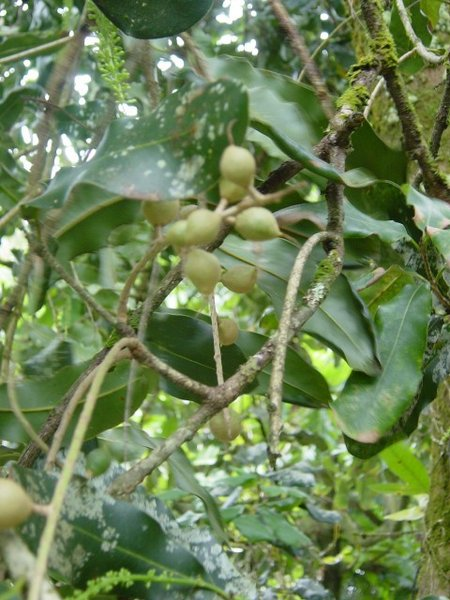
Noix de Macadamia

- Mercredi 14 janvier 2009 : le producteur d'énergie AGL présente sa nouvelle centrale à biomasse utilisant 5 000 tonnes de coques de noix de Macadamia en partenariat avec un producteur de noix de Gympie (Queensland). Une partie de la chaleur produite sert à sécher les noix de l'usine et le reste à faire tourner une turbine pour produire de l'électricité permettant d'alimenter 250 foyers en évitant l'émission ainsi de 2 500 tonnes de CO2 par an.

- Jeudi 22 janvier 2009 : le producteur de programmes audiovisuels européen Endemol annonce l'acquisition à 100 % de la compagnie Southern Star Group, société de création, de production et de distribution de programmes audiovisuels, afin d'élargir le pôle fiction du groupe. Sa filiale Southern Star International, est « un des premiers distributeurs indépendants de programmes anglophones avec 14 000 heures de programmes » et permet désormais à Endemol « d'être détenteur d'un énorme catalogue de séries » selon Virginie Calmels d'Endemol France.

- Vendredi 23 janvier 2009 : Violentes bagarres entre supporters serbes et bosniaques lors de l'Open d'Australie à Melbourne, après la victoire du Serbe Novak Djokovic face à l'Américain d'origine bosniaque Amer Delić.

- Mercredi 28 janvier 2009 : Selon les révélations d'un ancien officier de police, la reine Élisabeth II a échappé le 29 avril 1970 en Australie à une tentative d'assassinat, des inconnus ayant tenté de faire dérailler le train dans lequel elle voyageait avec son époux le prince Philip. Parmi les suspects visés durant l'enquête figuraient des sympathisants de l'Armée républicaine irlandaise provisoire (IRA), alors en lutte contre la domination britannique en Irlande du Nord, mais les coupables n'ont jamais été interpellés[2].

- Jeudi 29 janvier 2009 : Selon le rapport du Bureau australien des statistiques, basé sur les résultats du recensement de 2006, un tiers de la population australienne est né à l'étranger. L'immigration en provient en majorité de Nouvelle-Zélande (98 000), de Chine (96 000) et d'Inde (70 000), tandis que les mouvements traditionnels de Grande-Bretagne et d'Italie sont en repli. Entre 1996 et 2006, le nombre d'Australiens nés à l'extérieur du pays a augmenté de 13 %, de 3,9 millions à 4,4 millions essentiellement d'origine asiatique. Ancienne colonie pénale britannique dont le style de vie actuel séduit à travers le monde, l'Australie a mené jusqu'en 1973 une politique d'immigration baptisée « Australie blanche », qui n'autorisait que les Occidentaux à s'y installer[3].

- Samedi 31 janvier 2009 : L'Américaine Serena Williams remporte son quatrième Open d'Australie et redevient no 1 mondiale après sa victoire 6-0, 6-3 sur la Russe Dinara Safina en finale à Melbourne.

### Février 2009

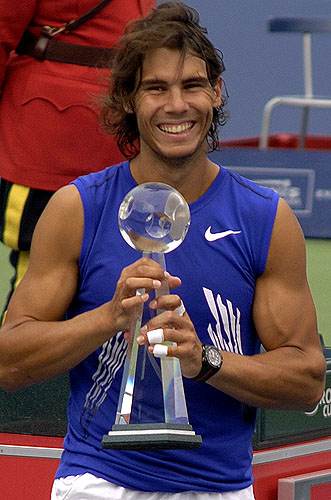
Rafael Nadal
(juillet 2008)

- Dimanche 1er février 2009 : L'Espagnol Rafael Nadal (no 1 mondial) remporte son premier Open d'Australie en battant le Suisse Roger Federer en cinq sets 7-5, 3-6, 7-6, 3-6, 6-2 en finale à Melbourne en 4h23.

- Mardi 3 février 2009 : Le gouvernement lance un plan de relance de 42 milliards de dollars australiens (26 mds USD) pour soutenir l'économie du pays face à la crise économique mondiale.

- Mercredi 4 février 2009 : L'état de catastrophe naturelle a été décrété sur plus de 60 % du Queensland à la suite de deux cyclones qui ont provoqué des pluies diluviennes et affecté quelque 3 000 foyers. Plusieurs personnes affirment avoir aperçu des crocodiles de belle taille qui ont pénétré loin dans les rivières à la faveur des inondations[4].

- Samedi 7 février 2009 : Selon le premier bilan des feux de forêts qui ravagent le sud-est du pays, 14 personnes ont été tuées. Certains des feux seraient criminels dans cette région qui connaît depuis quinze jours une vague de chaleur sans précédent. Près de cinquante incendies se sont déclenchés dans trois États du sud-est, dont ceux de Victoria et de Nouvelle-Galles du Sud, où les températures ont atteint ces derniers jours 46 degrés Celsius et plus par endroits. Poussés par de forts vents les incendies menacent de nombreuses zones d'habitations.

- Dimanche 8 février 2009 : 108 personnes auraient trouvé la mort dans les incendies qui ravagent le sud-est du pays dépassant le bilan de 1983 qui avait connu 73 morts du fait des incendies.

- Lundi 9 février 2009 : Selon le bilan du jour, 166  personnes auraient trouvé la mort dans les incendies qui ravagent le sud-est du pays. La température moyenne atteint 47 °C et les vents soufflent à 100 km/h, les quelque 400 incendies ont jusqu'à présent ravagé une superficie de 2 200 km2. La police fédérale ouvre une enquête sur la probable origine criminelle de nombreux sinistres. Deux incendiaires sont inculpés pour avoir allumé des feux volontairement.

- Mardi 10 février 2009 : Au moins  181 personnes auraient trouvé la mort dans les incendies qui ravagent le sud-est du pays pour la plupart brûlées vives dans leurs maisons ou leurs véhicules alors qu'elles tentaient de fuir. Une trentaine de nouveaux feux de bush se sont déclarés dans la journée.

- Mercredi 11 février 2009 : Quelque 200 personnes auraient trouvé la mort dans les incendies qui ravagent le sud-est du pays. Plus de 500 personnes ont été blessées et quelque mille maisons ont été incendiées ainsi que 3 650 km2 de végétation qui ont été dévastés. La police fédérale s'est lancée à la recherche de plusieurs pyromanes. Des cas de pillages ont aussi été signalés et des escrocs auraient aussi lancé de faux appels aux dons.

- Jeudi 12 février 2009 :
  - Le sénat rejette l'important plan de relance de 42 milliards de dollars australiens (26 mds USD) annoncé par le gouvernement dans le but de soutenir l'économie du pays face à la crise économique mondiale. Le taux de chômage atteint en janvier 4,8 % soit le plus haut niveau depuis 2 ans et demi.
  - Le groupe métallurgique chinois Chinalco annonce vouloir investir 19,5 milliards USD dans le groupe minier anglo-australien Rio Tinto ce qui en ferait le plus gros investissement chinois jamais réalisé à l'étranger.
  - La police fédérale a arrêté  deux personnes soupçonnées d'être des incendiaires, dans le cadre de son enquête sur les quelque 400 incendies, dont une partie d'origine criminelle, qui ont ravagé l'État de Victoria (sud-est), alors que le bilan officiel fait état d'au moins 181 morts. Des milliers de personnes se sont retrouvées prisonnières des flammes. Plus de 750 maisons et 285 000 hectares de végétation ont été détruits. L'un des hommes a été arrêté près de Yea, à 20 km au nord du village de Marysville, complètement sinistré et où une centaine de personnes ont péri dans les incendies. Selon l'enquête il y a eu au moins six départs de feu distincts sur les sites de  Marysville et de Churchill, zone également très meurtrière. Les incendiaires risquent jusqu'à 25 ans de prison mais les autorités ont déclaré vouloir poursuivre les coupables pour meurtres, un motif passible de la réclusion à perpétuité.

- Vendredi 13 février 2009 : Un troisième incendiaire est soupçonné d'être à l'origine d'un incendie qui a tué 21 personnes.

- Samedi 14 février 2009 : Selon les services de secours, les températures en baisse et les vents qui se sont  apaisés contribuent à aider les pompiers à lutter contre les incendies qui sévissent encore dans le sud-est de l'Australie. Les pompiers australiens sont en passe de maîtriser les incendies. Une douzaine de foyers sont encore actifs mais il faudra attendre au moins deux semaines pour un retour à la normale.

- Lundi 16 février 2009 :
  - Selon un nouveau bilan, 189 personnes auraient trouvé la mort dans les incendies qui ravagent le sud-est du pays, 2 000 maisons ont été détruites et 4 500 km2 de végétation ont été dévastés. Il reste encore 8 incendies actifs.
  - La justice a révélé l'identité du pyromane soupçonné d'être à l'origine d'un incendie qui a tué 21 personnes. Il s'agit d'un homme de 39 ans et risque jusqu'à 25 ans de prison. Selon son avocate, le ressentiment de la population face aux pires incendies de l'histoire de l'Australie est si fort que toute personne soupçonnée d'incendie criminel est en danger, même en prison[5].

- Mardi 17 février 2009 : Le bilan journalier estime qu'au moins 200 personnes auraient trouvé la mort dans les incendies qui ravagent le sud-est du pays. À Kinglake (nord de Melbourne) 37 personnes sont mortes. Six feux dans l'État de Victoria sont encore actifs.

- Mercredi 18 février 2009 : Alors que les incendies qui ont ravagé le sud-est du pays sont à peine maîtrisés, des pluies violentes se déchaînent et trois États, le Queensland, la Nouvelle-Galles du Sud et l'Australie-Occidentale se retrouvent sous les eaux. En quelques jours, il est tombé près de 30 cm de pluie, soit deux tiers des précipitations mesurées habituellement sur une année.

- Samedi 21 février 2009 : Le patron du fonds souverain China Investment Corporation (CIC), Lou Jiwei, est en visite en Australie pour découvrir les nouvelles règles que Canberra a instauré pour encadrer les investissements étrangers. Confronté à des besoins croissants en énergie et en produits de base pour soutenir son activité, Pékin mène une politique d'acquisitions qui préoccupe les Australiens. CIC créé en 2007 a été doté à sa création de 200 milliards de dollars de réserves (159 milliards d'euros).

- Dimanche 22 février 2009 : Journée de deuil national en hommage aux victimes des violents incendies qui ont dévasté le sud-est du pays et on fait au moins 209 morts. La plus importante cérémonie s'est tenue à Melbourne, capitale de l'État de Victoria, le plus touché par la catastrophe, en présence du premier ministre Kevin Rudd et de la princesse Anne, venue représenter la reine Élisabeth II. Le chef du gouvernement souhaite que la journée du 7 février, celle où les feux de brousse étaient les plus intenses, soit désormais marquée chaque année d'une minute de silence.

- Samedi 28 février 2009 : Avec des températures élevées, des sols très secs et des vents violents, l'État de Victoria est encore ravagé par 4 importants incendies. Le bilan toujours provisoire fait état d'au moins 210 victimes sont restées prisonnières des flammes dans leurs voitures ou rattrapées, à pied, en tentant de fuir. 2 029 maisons ont été détruites.

### Mars 2009
- Dimanche 1er mars 2009 : 192 baleines globicéphales et quelques dauphins se sont échoués sur les plages de l'île King, dans le détroit de Bass, entre l'Australie et l'île de Tasmanie, quelque 140 sont mortes rapidement et une course contre s'est engagée pour quelque 150 professionnels et bénévoles pour sauver les autres. 14 ont pu être remises rapidement dans l'eau. D'autres baleines ont été repérées près de la côte. Environ 80 % des baleines qui s'échouent sur la côte australienne le font en Tasmanie, un phénomène jusqu'à maintenant inexpliqué.

- Mardi 3 mars 2009 : 50 candidats originaires d'une vingtaine de pays, ont été sélectionnés parmi 34 684 postulants de 200 pays pour tenter de décrocher le « meilleur job du monde ». L'organisateur de la compétition est l'office de tourisme du Queensland. Ce « meilleur job du monde » consiste à devenir le gardien de l'île Hamilton, située sur la grande barrière de corail, pour une bonne paie et un super logement. Cette initiative hautement médiatisée s'inscrit dans le cadre d'une campagne destinée à préserver l'industrie touristique du Queensland, qui pèse 18 milliards de dollars, pendant la crise économique.

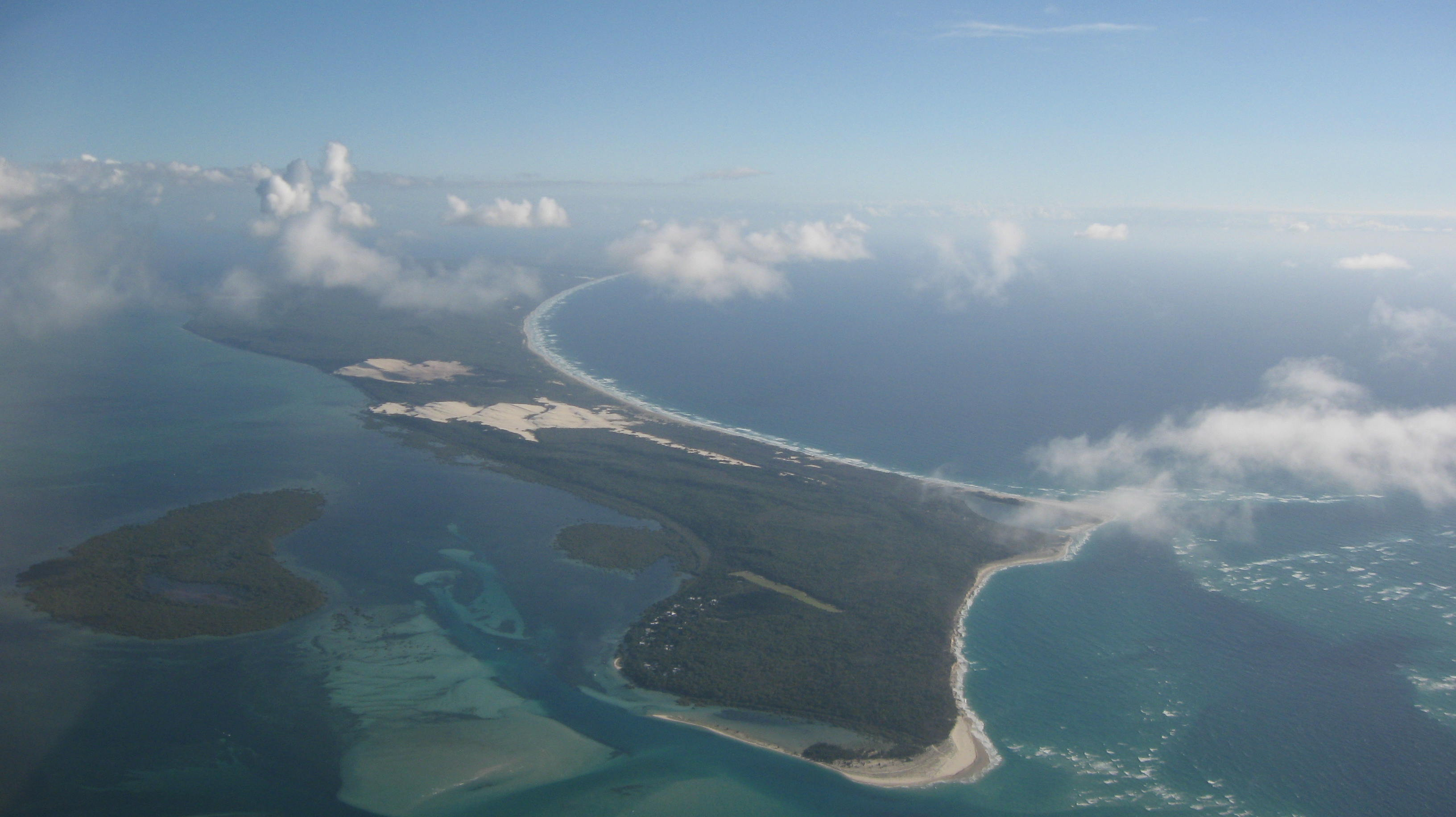
Île de Moreton (partie sud)
(mars 2009)

- Jeudi 12 mars 2009 : Une fuite de carburant et de nitrate d'ammonium échappée d'un navire est responsable d'une mini-marée noire sur le littoral de l'île Moreton et les plages de la Sunshine Coast sur la côte nord-est du pays, une région très touristique proche de la capitale de l'État du Queensland, Brisbane. 31 conteneurs sont tombés du cargo "Pacific Adventurer" pris dans une mer démontée et ont percé la coque laissant échapper 30 tonnes de carburant qui se sont étalés en une nappe de 5,5 km de long sur 500 m de large. Les experts craignent que la nocivité de l'engrais puisse endommager les floraisons d'algues, asphyxier les poissons et détruire les habitats marins.

- Lundi 23 mars 2009 : Un groupe de 87 baleines pilotes et cinq grands dauphins s'est échoué tôt le matin à Hamelin Bay.

- Mardi 24 mars 2009 : 90 baleines se sont échouées sur une plage isolée de la côte occidentale. Dix d'entre elles ont pu être ramenées en pleine mer mais six se sont à nouveau échouées le lendemain.

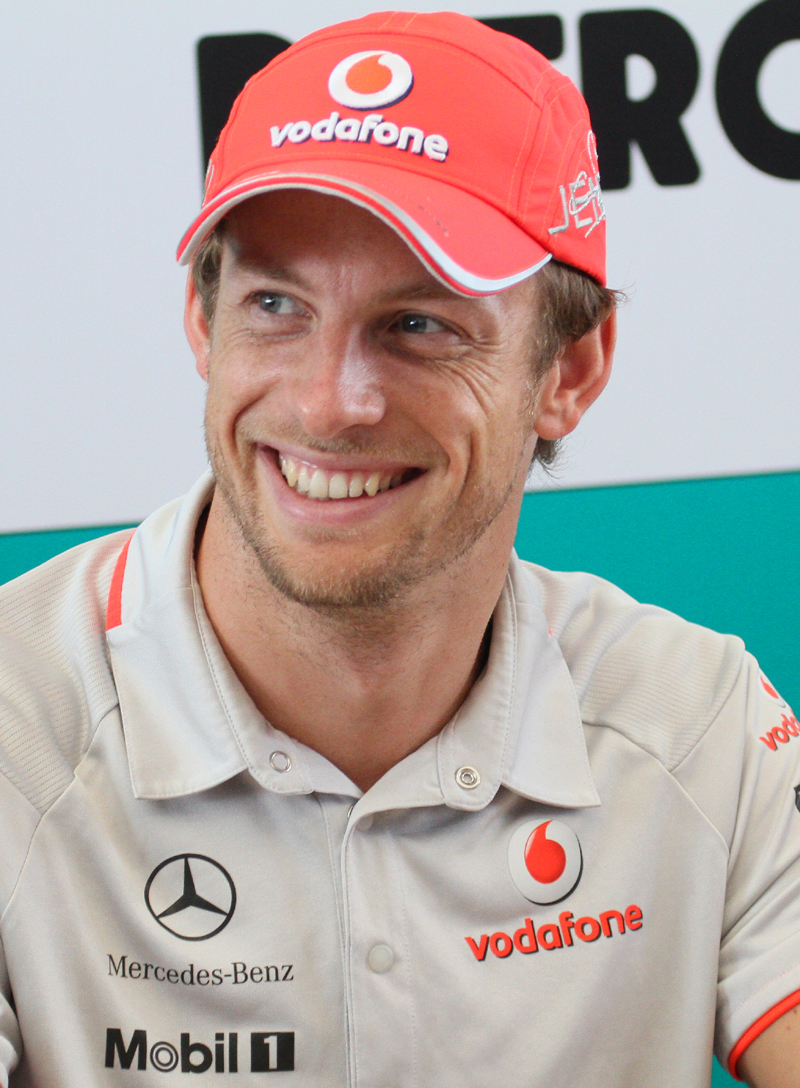
Jenson Button
(avril 2010)

- Dimanche 29 mars 2009 : Le Britannique Jenson Button de l'écurie Brawn GP remporte le Grand Prix de Formule 1 d'Australie à Melbourne. Il a devancé son coéquipier, le Brésilien Rubens Barrichello, et l'Italien Jarno Trulli sur Toyota. C'est la première fois depuis 1977 qu'une écurie remporte un Grand Prix dès son arrivée en F1. Brawn GP est née sur les cendres de la défunte Honda qui s'est retirée de la compétition en décembre en raison de la crise économique.

### Avril 2009
- Lundi 13 avril 2009 : L'Argentin Angel Cabrera gagne le Masters d'Augusta, première levée du Grand Chelem de golf.

- Mardi 14 avril 2009 : La compagnie aérienne Qantas annonce qu'elle allait reporter les commandes de quatre Airbus A380 et de 12 Boeing 737-800, représentant une valeur de plusieurs milliards de dollars, déplorant une « détérioration rapide et significative » de l'état du marché. La compagnie abaisse de 80 % ses prévisions de résultats et annonce également supprimer plus de 1 750 emplois.

- Mardi 21 avril 2009 : Selon le gouverneur de la banque centrale australienne, Glenn Stevens, l'Australie est entrée en récession pour la première fois depuis 1991. C'est la première fois que le gouverneur reconnaît expressément l'entrée en récession de l'Australie : « Je pense qu'une personne raisonnable, examinant toutes les informations actuellement disponibles, arriverait à la conclusion que l'économie australienne est elle aussi en récession » a-t-il déclaré lors d'un discours intitulé « La route vers la reprise ».

### Mai 2009
- Lundi 6 mai 2009 : Le candidat britannique, Ben Southall, remporte le concours pour occuper le « meilleur job du monde » consistant à devenir pendant six mois le gardien de l'île Hamilton, située sur la grande barrière de corail.  Le lauréat recevra 150 000 dollars australiens pour prendre le soleil, flâner sur des plages immaculées, explorer les fonds marins, faire du bateau mais surtout alimenter chaque semaine un blog avec photos et vidéos.

- Samedi 9 mai 2009 : Premier cas de grippe A (H1N1) confirmé en Australie, sur une femme de retour d'un voyage aux États-Unis. Elle avait été traitée aux États-Unis et est revenue guérie.

- Vendredi 22 mai 2009 : Depuis le début de la semaine la côte Est est frappée par des pluies torrentielles et des vents violents obligeant des milliers d'Australiens à évacuer leurs maisons, provoquant d'importantes inondations et entraînant la fermeture de centaines d'écoles. Le gouvernement de l'État de Nouvelle-Galles du Sud a décrété le nord de l'État zone sinistrée. À Lismore, les services d'urgence ont ordonné l'évacuation de 5 000 personnes menacées par la crue du fleuve qui traverse la ville.

### Juin 2009
- Lundi 1er juin 2009 : La police est intervenue à Melbourne pour disperser une manifestation visant à dénoncer les récentes violences contre des étudiants indiens et 18 personnes ont été interpellées. Plusieurs centaines de manifestants s'étaient rassemblés durant la nuit dans le centre de Melbourne pour attirer l'attention sur une vague de violences contre les Indiens. Plus de 70 attaques contre des Indiens se sont produites depuis un an, dont au moins quatre au cours des deux dernières semaines[6]. Un étudiant indien a été retrouvé dans le coma après avoir été attaqué à coups de tournevis lors d'une fête à Melbourne.

- Mardi 2 juin 2009 : Le « Spiderman » français Alain Robert a escaladé un célèbre gratte-ciel de Sydney, le « Aurora Place » haut de 219 mètres, sans harnais, ni cordes de sécurité. L'homme a été arrêté à sa descente, sous les applaudissements des passants. Le Français a escaladé plus de 80 gratte-ciel autour du monde, afin d'alerter l'opinion sur le réchauffement de la planète[7].

- Mercredi 3 juin 2009 : Le doyen de l'Australie, Jack Ross, et dernier vétéran australien de la Première guerre mondiale, est mort à l'âge de 110 ans, dans une maison de retraite de la ville de Bendigo (130 km au nord-est de Melbourne)[8].

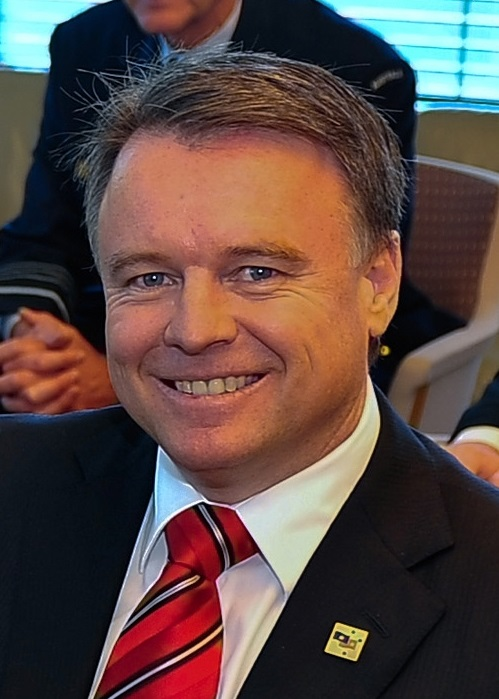
Joel Fitzgibbon
(mars 2008)

- Jeudi 4 juin 2009 : Le ministre de la défense, Joel  Fitzgibbon, présente sa démission après des révélations indiquant qu'il avait organisé une réunion entre un général chargé des services de santé de l'armée et son frère, à la tête d'une compagnie d'assurance. Il a également dû présenter des excuses pour avoir accepté et passé sous silence des voyages tous frais payés et des cadeaux d'une riche australienne d'origine chinoise lorsqu'il était député.

- Mardi 9 juin 2009 :
  - Dans la nuit de lundi à mardi, des centaines d'étudiants indiens ont manifesté à Sydney et mené des expéditions punitives après une série d'agressions visant des membres de leur communauté. Armés de bâtons et de battes de baseball, les étudiants s'en sont pris à des personnes au physique de type « moyen oriental ». Le porte-parole du conseil de la communauté libanaise, Elie Nassif, révèle que des tensions avaient opposé des petites groupes de Libanais à la communauté indienne[9].
  - Important remaniement du gouvernement travailliste de Kevin Rudd. Une quinzaine de nouveaux ministres et secrétaires d'État ont prêté serment dont le sénateur John Faulkner, nouveau ministre de la Défense. Selon le premier ministre : « Ce remaniement témoigne de l'engagement continu du gouvernement vis-à-vis de ses principales priorités, qui sont notamment la préparation du pays à la reprise de l'économie et le renforcement de la sécurité »[10].

### Juillet 2009
- Dimanche 5 juillet 2009 : À Shanghai, arrestation, pour espionnage et vol de secret d’État, de quatre cadres du groupe minier Rio Tinto. Le groupe australien avait unilatéralement abandonné un accord accord stratégique conclu en février avec Chinalco qui devait permettre à la société chinoise de doubler sa participation dans son capital moyennant sa recapitalisation.

- Dimanche 12 juillet 2009 : L'Australien Mark Webber (Red Bull) a remporté le GP d'Allemagne, 9e des dix-sept épreuves du Championnat du monde 2009 de Formule 1, aujourd'hui au Nürburgring, devant son coéquipier allemand Sebastian Vettel et le Brésilien Felipe Massa (Ferrari).

- Mardi 14 juillet 2009 : Le plus long parcours de golf au monde est en préparation, le long de 1 365 km d'autoroute, dans une zone quasi-désertique du sud-ouest de l'Australie, la plaine de Nullarbor, qui couvre deux fuseaux horaires et dont la superficie est supérieure à celle de la Grande-Bretagne. Les automobilistes pourront s'arrêter et jouer un trou dans chacune des 18 villes et stations services bordant l'Eyre Highway. L'objectif affiché est aussi de faire découvrir cette région et son patrimoine aux visiteurs. Les golfeurs qui termineront leurs 18 trous se verront remettre un certificat témoignant de leur persévérance[11].

- Mercredi 15 juillet 2009 : La ministre de la Santé, Nicola Roxon, annonce 10.387 cas confirmés de grippe H1N1, soit plus de 10 % du total global confirmé par l'Organisation mondiale de la santé. 123 personnes sont hospitalisées, dont 58 en soins intensifs. Une vingtaine de personnes sont mortes.

### Août 2009
- Mardi 4 août 2009 :
  - La police annonce avoir arrêté à Melbourne, 4 personnes soupçonnés de liens avec un groupe islamiste somalien, pour avoir planifié une attaque suicide contre une base militaire en Australie, qui aurait représenté le premier attentat terroriste sur le sol australien. Les 4 hommes âgés d'une vingtaine d'années et d'origine somalienne et libanaise, sont accusés d'avoir projeté d'attaquer une caserne à l'arme automatique. Le premier ministre, Kevin Rudd a déclaré que ces arrestations étaient « un rappel pour tous les Australiens que la menace terroriste est bien réelle »[12]. Un cinquième homme, détenu avant l'opération est aussi inculpé.
  - La banque britannique Royal Bank of Scotland annonce avoir conclu un accord avec sa la banque australienne ANZ, en vue de lui céder une partie de ses actifs en Asie pour un montant total de 418 millions de dollars américains (environ 292 millions d'euros). L'accord signé porte sur les activités de banque de détail et de banque commerciale de RBS à Taïwan, Hong Kong, Singapour et en Indonésie, ainsi que certaines activités de marchés aux Philippines, au Viêt Nam et à Taïwan[13].

### Septembre 2009
- Jeudi 3 septembre 2009 : Le principal fournisseur d'accès internet du pays, le groupe Telstra, a subi une panne d'une heure, coupant des millions d'abonnés du réseau internet mondial. En raison d'un blocage de sa « passerelle internationale qui ne pouvait plus reconnaître les noms de domaines des sites internet, les abonnés ne pouvaient plus avoir accès aux sites internationaux ni à ceux ayant du contenu international ».

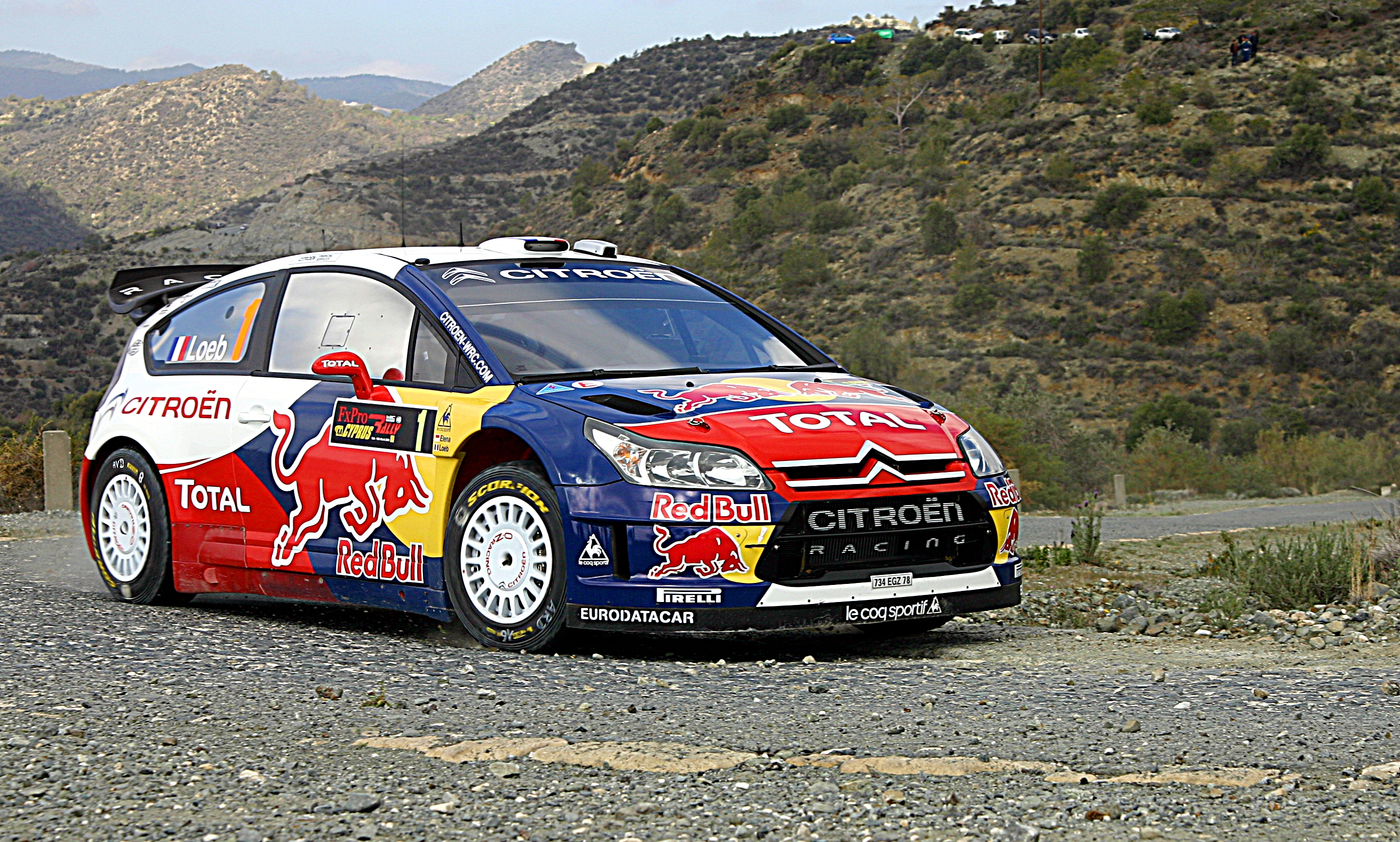
Sébastien Loeb sur Citroën C4
lors Rallye de Chypre en mars 2009.

- Dimanche 6 septembre 2009 : Le rallye d'Australie est remporté par le Français Sébastien Loeb, quintuple champion du monde, sur Citroën C4 devançant de 12,5 secondes son principal rival, le Finlandais Mikko Hirvonen, qui n'a plus qu'un point d'avance sur lui au classement du championnat 2009. Il s'agit du 53e succès de sa carrière de pilote. L'Espagnol Daniel Sordo, lui aussi sur Citroën C4, se classe troisième à 17,1 secondes de Sébastien Loeb[14]. Cependant, la direction de course du rallye d'Australie décide de pénaliser les Citroën C4 et d'infliger une minute de pénalité à leurs pilotes, à cause d'un défaut d'homologation d'une modification du train avant. Il s'agit des biellettes de barre anti-roulis des trois C4 ayant terminé le rallye.  Le pilote Mikko Hirvonen sur Ford Focus est déclaré vainqueur. Citroën reconnaît l'oubli d'homologation et décide de ne pas faire appel[15].

- Jeudi 17 septembre 2009 : Affaire de séquestration et d'inceste dans l'État de Victoria. Un homme est accusé d'avoir violé sa fille pendant 30 ans et de lui avoir fait quatre enfants. Son procès doit avoir lieu en novembre. Les abus ont commencé dans les années 1970, alors que sa fille avait 11 ans. L'homme a été arrêté en février dernier, après que sa fille l'ait dénoncé, il est poursuivi pour 80 inculpations. La police aurait été averti dès 2005 mais n'avait retenu aucune charge[16].

- Mardi 22 septembre 2009 : Le champion olympique de natation, John Konrads, médaillé sur 1 500 m aux Jeux olympiques de Rome en 1960 a récupéré sa médaille d'or qu'on lui avait volée il y a 25 ans. 16 médailles, dont celle de son titre olympique, avaient été dérobées à son domicile en 1984. Elles ont été retrouvées après qu'une femme, habitant Geelong, eut essayé de les vendre sur internet à un collectionneur américain, ce dernier a pris contact avec Konrad pour vérifier s'il était au courant de la vente. La femme a indiqué à la police qu'elle avait acheté les médailles lors d'une brocante à Brisbane (nord) il y a 10 ans[17].

- Mercredi 23 septembre 2009 : Une énorme tempête de poussière rouge venue du désert a fortement la vie des habitants de Sydney, la visibilité ne dépassant pas deux à trois mètres dans certains endroits. L'Australie qui connaît une période de temps chaud et sec doit également faire face à des incendies dans le Queensland (nord). Plusieurs millions de tonnes de poussière et de sable ont été saupoudrés sur la mégalopole australienne. Selon les dirigeants industriels, cette tempête historique a fait perdre « plusieurs dizaines de millions » de dollars en perte d'activité, L'industrie du bâtiment a été paralysée pour la journée. Faute de visibilité suffisante, la compagnie australienne Qantas a du dérouter des vols de l'étranger vers d'autres aéroports du pays[18],[19].

- Mardi 29 septembre 2009 : Le ministre des Finances Wayne Swan annonce un déficit public inférieur aux prévisions en dépit de la crise financière, mais n'entend pas relâcher les efforts de relance. Le déficit public s'élève à 27,1 milliards de dollars australiens sur l'année financière 2009 arrêtée en juin, inférieur de 5 milliards aux prévisions, faites en mai.

- Mercredi 30 septembre 2009 : Selon les groupes français, Veolia et Suez Environnement, qui  installent des usines pour le dessalement d'eau de mer, les pouvoirs publics australiens ont pris conscience de la vulnérabilité de leurs ressources en eau et depuis cinq ans les grands projets se multiplient pour trouver d'autres sources d'approvisionnement.

### Octobre 2009
- Mardi 6 octobre 2009 : La banque centrale relève ses taux directeurs de 25 points à 3,25 %. C'est le premier pays majeur de l'économique mondiale majeur à relever ses taux depuis l'éclatement de la crise financière.

- Vendredi 9 octobre 2009 : Le groupe pétrolier Royal Dutch Shell annonce travailler sur un projet de site de production de gaz naturel liquéfié flottant et tractable, en forme de bateau de 480 mètres de long sur 75 mètres de large, ancré au large de l'Australie, qui serait « de loin le plus grand objet flottant du monde s'il est construit ». Son poids serait de 600 000 tonnes et son coût de 5 milliards de dollars. Ce site pourrait produire sur 20 ans environ 3,5 millions de tonnes par an de gaz naturel liquéfié (LNG), produit dont la demande augmente fortement en Asie parallèlement à l'industrialisation de la région[20].

- Dimanche 18 octobre 2009 : L'Australien Casey Stoner (Ducati) remporte le Grand Prix motocycliste d'Australie devant l'Italien Valentino Rossi (Yamaha) et l'Espagnol Daniel Pedrosa (Honda), sur le circuit de Phillip Island.

### Novembre 2009

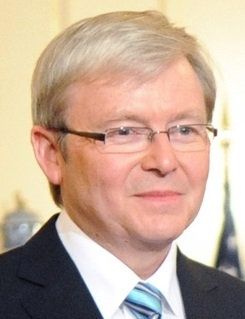
Kevin Kudd
(juin 2010)

- Jeudi 18 novembre 2009 : Le premier ministre, Kevin Rudd, annonce que l'Église de scientologie pourrait faire l'objet d'une enquête après que la sénateur Nick Xenophon a accusé le mouvement d'être impliqué dans des avortements forcés, des actes de torture, des abus sexuels, des violences, des actes de chantage et des malversations, avant de demander la suppression de l'exemption de taxes dont bénéficie le mouvement en Australie. Le sénateur a présenté au Parlement des lettres d'anciens membres de la Scientologie avouant avoir commis différents actes criminels pour le compte de l'organisation[21].

- Vendredi 26 novembre 2009 : Les autorités australiennes annoncent qu’elles se préparent à abattre un troupeau de 6 000 dromadaires sauvages, qui en raison de la sécheresse qui touche le nord de l’Australie, se rapprochent des villages, poussés par la soif et la sécheresse, et menacent les habitants et l’environnement. Les animaux seront donc rabattus à l’aide d’hélicoptères et seront tués au fusil. Les dromadaires, implantés en Australie dans les années 1840 alors que le chemin de fer n’existait pas, ont été ensuite abandonnés et se sont largement reproduits, menaçant la faune endémique en réduisant les sources d’eau et de nourriture. Sans réels prédateurs, ils sont estimés aujourd'hui à plus d’un million sur tout le territoire, menaçant les cultures[22].

### Décembre 2009
- Mercredi 2 décembre 2009 : Le Sénat australien rejette le projet de loi contre le réchauffement climatique, basé sur un mécanisme d'échanges de quotas d'émissions de gaz à effet de serre, proposé par le gouvernement. Un revers pour le premier ministre, Kevin Rudd, ouvrant théoriquement la voie à la convocation d'élections anticipées début 2010. L'Australie est le deuxième émetteur par habitant de gaz à effet de serre au monde. Le gouvernement s'est fixé pour objectif de réduire les émissions de 5 à 25 % d'ici à 2020 par rapport aux niveaux de 2000, mais le nouveau chef de file de l'opposition, Tony Abbott, est particulièrement hostile au projet gouvernemental[23].

- Mercredi 30 décembre 2009 : Les feux de forêt qui ravagent l'ouest de l'Australie ont détruit une quarantaine de maisons aujourd'hui et contraint une centaine de personnes à quitter leur domicile. Deux incendies majeurs ont éclaté dans la région agricole située au nord de Perth, menaçant les villes de Toodyay et de Badgingarra. Plus de 13 400 hectares de forêt et de terres agricoles et 37 maisons ont été détruits[24].